# ペイトン・マニング
ペイトン・ウィリアムズ・マニング（Peyton Williams Manning、1976年3月24日 - ）はアメリカ合衆国ルイジアナ州ニューオーリンズ出身の元アメリカンフットボール選手。ポジションはクォーターバック（QB）。NFLのインディアナポリス・コルツやデンバー・ブロンコスで活躍した。
「史上最高のクォーターバック」と称されることが多く、リーグMVPを歴代最多の5回受賞など、多くの歴代最高記録を保持している。
第41回スーパーボウルで初優勝、スーパーボウルMVPにも選ばれており、第50回スーパーボウルでは2回目の優勝を果たした。実弟のイーライ・マニングも、ニューヨーク・ジャイアンツのQBとして、兄と同じくスーパーボウル優勝、MVP受賞を果たしている。
2021年2月、プロフットボール殿堂入りした。

## 経歴
ルイジアナ州ニューオリンズ出身で、フットボール一家の次男。父親はニューオーリンズ・セインツのスターQBアーチー・マニング。兄クーパー・マニングは高校、大学でWRとして活躍したが怪我のためフットボールの道を断念している。弟のイーライ・マニングは、ニューヨーク・ジャイアンツで先発QBを務めていた。

### 大学時代
マニングは父の母校であるミシシッピ大学ではなくテネシー大学に進学したことで周囲を驚かせた。11,201ヤード、89タッチダウン、先発45試合中39勝でテネシー大学史上最高のパッサーとなり、勝ち数でサウスイースタン・カンファレンス(SEC)の記録を破った。
1994年、1年生の時にマニングはクォーターバック3番手となったが、ミシシッピ州立大学との試合でトッド・ヘルトンが怪我をしたためジェリー・コルキットはマニングに引き継がせたが24対21で負けた。翌週、ワシントン州立大学戦で初先発して10対9で勝ち、その後は1試合を除いて全勝の8勝4敗となり、ゲイターボウルでバージニア工科大学と対戦して45対23で勝利した。
1995年、イースト・カロライナ大学、ジョージア大学に勝ち、フロリダ大学と対戦するためゲインズビルに向かった。フロリダ大学戦で彼は326ヤード、2タッチダウンでハーフタイムまで30対21で勝っていた。しかし後半戦でフロリダ大学が巻き返して62対37でテネシー大学が負けた。アラバマ大学に41対14で勝つなどこの後の8試合を全勝し、これがこの年のテネシー大学唯一の負け試合となった。その後シトラス・ボウルでオハイオ州立大学に勝った。テネシー大学はランキング3位となり、マニングはハイズマン賞投票で第6位となった。
1996年、テネシー大学はネブラスカ大学リンカーン校に続きランキング2位で開幕し、決勝戦有力候補の1校とされていた。しかしネバダ大学ラスベガス校、カリフォルニア大学ロサンゼルス校との最初の2試合で勝ったが、フロリダ大学との試合でマニングが投げた球が4回インターセプトされ、35対29で負けた。次の4試合で連勝し、次のメンフィス大学戦ではマニングが296ヤード投げたにも関わらずテネシー大学は負けた。テネシー大学は残り試合で全勝し、シトラス・ボウルでノースウェスタン大学と対戦し、マニングは408ヤード投げ4回タッチダウンし48対28で勝利した。彼はこの試合のMVPに選ばれた。
3年間でスピーチ・コミュニケーション学士を取得し、1997年のNFLドラフトでトップを狙ったが、4年生まで過ごすことにした。1997年、テネシー大学はテキサス工科大学戦、UCLA戦での勝利で開幕したが、フロリダ大学戦で33対20で負け、マニングにとってフロリダ大学に3回負けたこととなった。テネシー大学は残り試合で全勝し10勝1敗となり、SECチャンピオンシップに進出し、オーバーン大学と対戦して30対29で勝利した。4回タッチダウンしてMVPに選ばれたが、彼はその過程で負傷した。テネシー大学はランキング3位となり、1998年、オレンジボウルでランキング2位のネブラスカ大学と対戦した。もしテネシー大学が勝ち、ランキング1位のミシガン大学がローズボウルでワシントン州立大学に負ければ、テネシー大学が全米チャンピオンシップに進出できた。しかしテネシー大学のディフェンスはネブラスカ大学の攻撃を止めることができず、42対17で負けた。テネシー大学の看板QBとして名を馳せ、1997年には3,819ヤードを投げて36TD、大学最終学年のマニングはオール・アメリカン・チームに選ばれ、マクスウェル賞、デイヴィ・オブライアン賞、ジョニー・ユニタス賞、ESPY賞大学フットボール選手賞などを受賞した。ハイズマン賞の投票でチャールズ・ウッドソンに次いで2位、全米のアマチュア選手最高の賞であるジェームスサリバン賞を受賞した。2005年、テネシー大学はマニングの背番号である16番を永久欠番とした。ニーランド・スタジアムへの道の1つに「ペイトン・マニング・パス」と名付けられた。マニングは学業においても優秀で、1997年、Phi Beta Kappa Society に選ばれ、全米フットボール基金から全米奨学選手賞を受賞した。

### プロとしての活動

#### 1998年-2011年: インディアナポリス・コルツ
1998年のNFLドラフトの全体1位でコルツに入団。新人年から2010年シーズンまで全試合先発出場を続け、同チームを6度の地区優勝に導いている。
1998年にはパスを326回成功させ新人QBによるNFL記録を作った（2010年、セントルイス・ラムズのサム・ブラッドフォードが更新）。この年は3勝13敗に終わったが、1999年、コルツはドラフトの2日前にマーシャル・フォークをセントルイス・ラムズへトレード、ハイズマン賞RBのリッキー・ウィリアムズではなく、エジャリン・ジェームスをドラフト1巡で獲得、この年チームは13勝3敗の成績をあげてAFC東地区で優勝、マニングは初のプレーオフ出場を果たした。プレーオフでは初戦でテネシー・タイタンズに16-19で敗れたもののジェームス、マービン・ハリソンと共にプロボウルに選ばれた。
2000年、開幕から6勝2敗、その後5試合で4敗したが、最後の3試合を連勝し、10勝6敗でシーズンを終えてプレーオフに出場した。プレーオフではマイアミ・ドルフィンズに17-23で敗れた。
2001年は10月25日の試合でエジャリン・ジェームスがシーズン絶望となるひざの負傷を受けたこともあり、最後の9試合で7敗するなど、6勝10敗でプレーオフを逃し、シーズン終了後、ジム・E・モーラヘッドコーチは解任され、タンパベイ・バッカニアーズヘッドコーチだったトニー・ダンジーが新ヘッドコーチに就任した。
2002年、チームは10勝6敗でワイルドカードでプレーオフに出場したが、プレーオフ初戦でニューヨーク・ジェッツに0-41で敗れた。
2003年、チームは12勝4敗、マニングはテネシー・タイタンズのスティーブ・マクネアと共にシーズンMVPに選ばれた。プレーオフでデンバー・ブロンコスに41-10、カンザスシティ・チーフスに38-31で勝利、この2試合でマニングは8TD、0INTと大活躍したが、AFCチャンピオンシップゲームでトム・ブレイディのニューイングランド・ペイトリオッツ戦では1TD、4INTで、14-24と敗れた。
2004年には決して破られる事は無いと言われていたダン・マリーノのシーズンTDパス記録を更新する49TDをあげる活躍を見せ、マービン・ハリソン、レジー・ウェイン、ブランドン・ストークリーの3人にそれぞれ2ケタTDを通した。しかしプレーオフでは前年と同様、ペイトリオッツに3-20で敗れてシーズンを終えた。
2005年、チームは東京ドームで行われたアメリカンボウルも含めてプレシーズンゲームで5連敗した。しかしレギュラーシーズンに入ってからチームは連勝、10月17日のセントルイス・ラムズ戦ではマービン・ハリソンへの86本目となるTDパスを通し、スティーブ・ヤング、ジェリー・ライスが持っていたNFL記録を塗り替えた。また第9週には敵地で9連敗中だったニューイングランド・ペイトリオッツを40-21で破った。この年チームは開幕から13連勝したが、サンディエゴ・チャージャーズ、シアトル・シーホークスに敗れ14勝2敗でシーズンを終えてホームアドバンテージを得てプレーオフに臨んだがピッツバーグ・スティーラーズに18-21で敗れた。

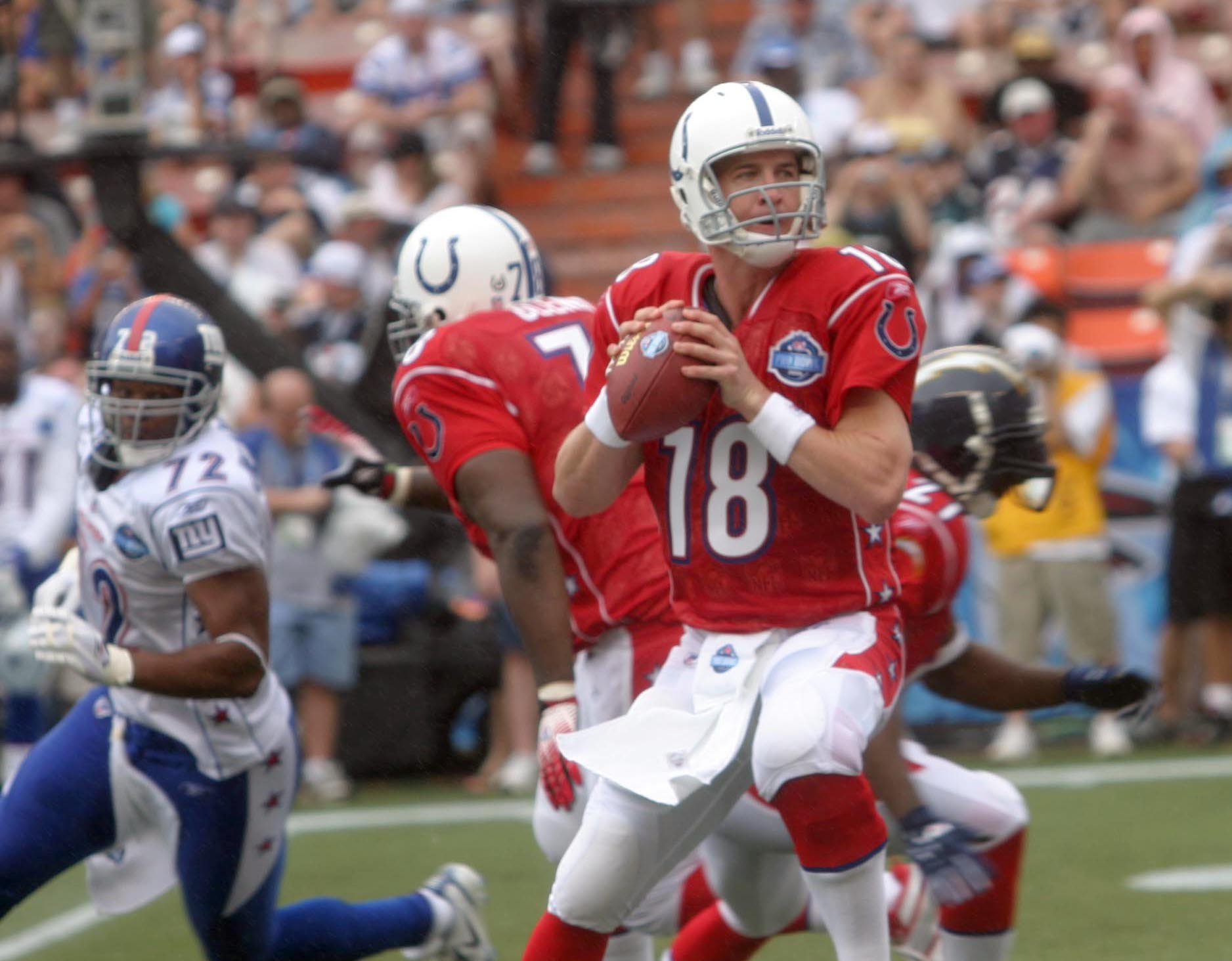
プロボウルでのマニング（2006年）

2006年の第7週、ワシントン・レッドスキンズ戦の第2Qにアンドレ・カーター、フィリップ・ダニエルズから危険なタックルを受けた。この年12勝4敗でプレーオフに出場、ニューイングランド・ペイトリオッツとのAFCチャンピオンシップゲームでは18点差から逆転勝利し自身初のスーパーボウル出場を果たした。第41回スーパーボウルではパス38回中25回成功、247ヤード、1TD、1INTをあげて、シカゴ・ベアーズを29-17で破りスーパーボウルMVPに選ばれた。
2007年はディビジョナルプレーオフでサンディエゴ・チャージャーズに敗れた。

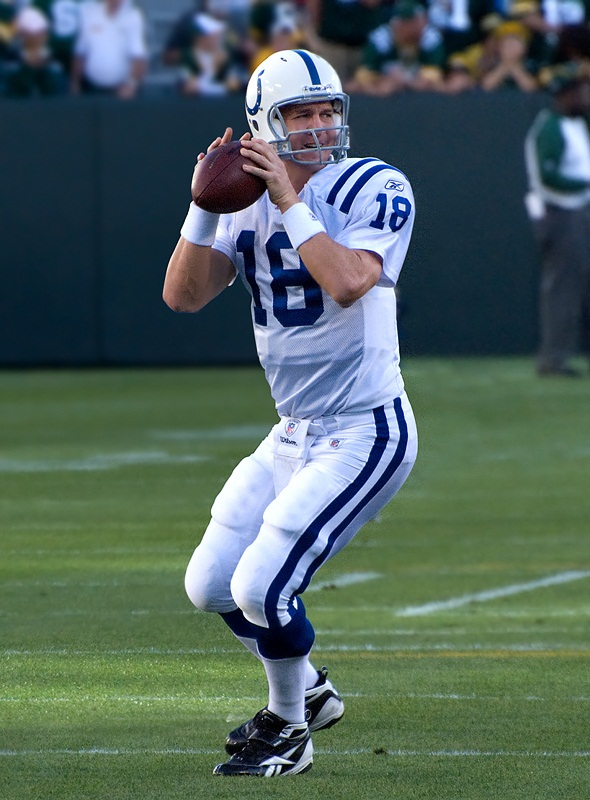
2008年

2008年、チームは1勝2敗と出遅れたが、終盤に9連勝し、自身3回目のシーズンMVPに選ばれた。
2009年シーズン、前年から続けていたレギュラシーズンの連勝を23とし、NFL記録を更新した。この年、チームは開幕から14連勝し、ニューヨーク・ジェッツ戦ではマニングらは試合途中から下げられて温存、15-29で敗れた。ホームで行われたこの試合ではファンからブーイングも起きた。最終週のバッファロー・ビルズ戦でも途中からベンチに下がりチームは敗れ14勝2敗でシーズンを終えた。この年、史上初となる4度目のシーズンMVPに選ばれた。プレーオフではボルチモア・レイブンズではパス44回中30回成功、2TD、1INTで20-3と勝利、AFCチャンピオンシップゲームのニューヨーク・ジェッツ戦では後半に2本のTDパスを通すなど、パス39回中26回成功、377ヤードを投げて3TD、30-17で勝利、3年ぶり2度目のスーパーボウル出場を果たした。ニューオーリンズ・セインツとの第44回スーパーボウルで彼は第1Qに、スーパーボウルタイ記録となる96ヤードのタッチダウンドライブを決めた。その後逆転された後、ジョセフ・アダイのTDランで締めくくる76ヤードのTDドライブを演出し、17-13と逆転した。17-24とリードされた第4Q、敵陣31ヤードまでボールを進めたが、最後トレイシー・ポーターにインターセプトリターンTDを許し、17-31で敗れた。
2010年にNFLネットワークで放送、発表された「最も偉大な100人のNFLプレーヤー」(The Top 100: NFL's Greatest Players)にて現役選手としては最高位となる第8位に選出された。発表時の現役選手でマニングに次ぐのは第18位に選出されたボルチモア・レイブンズのLBレイ・ルイスで（ルイスはマニングのプレゼンターを務めている。）QBではジョー・モンタナとジョニー・ユナイタスに次いで3番目に高い順位であった。なおファン投票においては第5位に選出されており、これも発表時の現役選手としては最高位である。この年もチームはプレーオフに出場したが、ワイルドカードプレーオフでニューヨーク・ジェッツに16-17で敗れてシーズンを終えた。
2011年、5月23日に首の手術を受けた彼は、9月8日にも手術を行い、連続先発出場試合記録は227試合で途絶えた。そのままシーズンを全休した。開幕から欠場を続けたが故障者リスト入りはせず、チームはシーズン中の復帰の可能性を残し続けた。チームは開幕から13連敗し、第15週にようやく勝利をあげたものの2勝14敗、シーズンオフにはジム・コールドウェルヘッドコーチ（QBコーチも務めた）やビル・ポリアンなどコルツの首脳陣が軒並み解任された。

#### 2012年-2015年: デンバー・ブロンコス
2012年3月7日、コルツから解雇された。コルツを退団したマニングには、デンバー・ブロンコス、ワシントン・レッドスキンズ、テネシー・タイタンズ、サンフランシスコ・フォーティナイナーズ、マイアミ・ドルフィンズ、シアトル・シーホークスが興味を持った。3月20日、デンバー・ブロンコスと推定5年、年俸総額9600万ドルで契約。1年あたりの年俸総額ではNFLトップとなった。なおマニングがコルツで使用してきた背番号18はブロンコスではフランク・トリプカの永久欠番であったが、チームおよびトリプカが快諾し、18を継続して使用することになった。
この復帰シーズンでは、9月9日のピッツバーグ・スティーラーズとの開幕戦でパス26回中19回成功、253ヤード、2TDの活躍で31-19と逆転勝利した。最終週のカンザスシティ・チーフス戦ではパス29回中23回成功、304ヤード、3TDで38-3と勝利、チームは最後の11試合で連勝し、13勝3敗、AFC第1シードでシーズンを終えた。この年マニングはパス4,659ヤード、37TD、11INT、QBレイティング105.8と怪我の影響を完全に払拭する抜群の成績をあげてカムバック賞に選ばれた。ボルチモア・レイブンズとのディビジョナルプレーオフでは、パス43回中28回成功、290ヤード、3TD、2INT、1ファンブルロストで、オーバータイムでのインターセプトが相手の決勝FGにつながり敗れた。
2013年9月5日のボルチモア・レイブンズとの開幕戦でパス42回中27回成功、462ヤード、NFLタイ記録となる7TDパス、インターセプト0の活躍を見せた。1試合7TDパスは、ミネソタ・バイキングスのジョー・カップが1969年9月28日に記録して以来44年ぶりの出来事で、史上6人目の快挙であった。第16週のヒューストン・テキサンズ戦で4TDをあげて、シーズン51TDパスのNFL記録を作った。
2014年9月8日、古巣のコルツに勝利し、ブレット・ファーヴに次いで史上2人目となる、全32チームからの勝利を達成した。

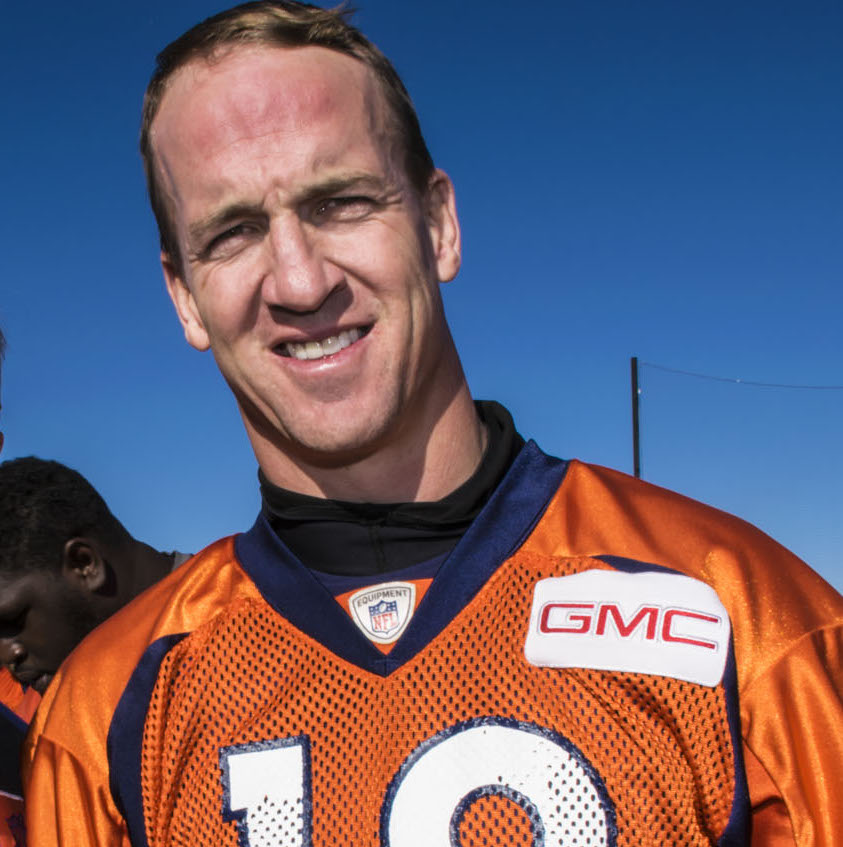
2015年

2016年2月7日、第50回スーパーボウルでNFC代表のカロライナ・パンサーズに24-10で勝利。この勝利で史上初めて2つの異なるチームで頂点に立った先発QBとなった。
3月7日、現役を引退し、18年のキャリアに終止符を打つと発表した。最後の言葉は、「私は果敢に戦ってきました。18年経過後、フットボールレースを終えます。あなたにご加護あれ、フットボールに神のご加護あれ」であった。3月18日、インディアナポリス・コルツはマニングがコルツ時代に14年間着用していた18番を永久欠番とし、ルーカス・オイル・スタジアムにマニングの銅像を建てることを発表した。

## 人物
全ての試合をノーハドルでオフェンスを展開した。レディーフォープレーから25秒以内にオフェンスは試合開始しなければならないが、通常QBにプレーコールをサイドサインから伝達し11人全員に伝えている。ところがマニングは本人の判断でプレーコールを出し変更できる数少ないQBである。オーディブル・ビジブル（ハドルを組んだ後に作戦変更の指示をすること）を多用するのが特徴である。例えばランのプレーを直前になってパスに変更する。稀なQBである。
また2003年のマンデーナイトフットボール、タンパベイ・バッカニアーズ戦で残り3分37秒から21点差をひっくり返す試合など第4Qでの逆転回数は44回で、1998年以降NFLに在籍する選手の中で最も多い（2009シーズン終了時点のレギュラーシーズンのみ）。なお、同記録の最多は47回のジョン・エルウェイ。
プレーコールを変更する稀なQBであるが故に非常に練習熱心で常に完璧を目指すという姿勢からチームリーダーとして信頼されている一方、感情的で負けず嫌いな一面があり、時にはチームメイトやコーチ陣との軋轢が取りざたされることもあった。実例として、お祭り気分で多くの選手が手抜きをすることで知られているプロボウルに選出された際には、全米で最も標高が高く非常に寒いデンバーでのプレーを意識してハワイでの開催にもかかわらず一人だけグローブをはめていたことがある他、シーズン中サイドラインに下がった際に熱心にプレーノートを読み込んでいる姿が映されることが多かった。
2003年シーズンのプロボウルでのテレビインタビューにおいて、コルツの正キッカーであったマイク・ヴァンダージャットについて「俺たちは酒に酔って口走った間抜けなキッカーについて話している。悲しいことに、彼はいいキッカーなんだ。いいキッカーなんだよ。ただ、彼は間抜けなんだ。」と発言した。しかしながらこれもヴァンダージャットがマニングと当時コルツのヘッドコーチだったトニー・ダンジーを批判したことが事の発端である。なおプロボウルでは試合時間残り3秒からのヴァンダージャットのFGが外れ、55-52でAFCが敗れた。

### 私生活
ルイジアナ州ニューオーリンズで元NFLクォーターバックの父アーチー・マニングと母オリヴィア（旧姓ウィリアムズ）のもとに生まれた。
2001年聖パトリックの祝日にテネシー州メンフィス出身のアシュリーと結婚した。アシュリーはバージニア大学卒業生で、両親から隣人として大学入学直前のマニングを紹介されたのが最初の出会いであった。ペイトンとアシュリーには男女の双子がいる。アシュリーは、2012年6月にNBAのメンフィス・グリズリーズを買収したグループの一員となっている。
マニングはキリスト教徒である。マニングによると13歳の時に人生をイエス・キリストにゆだね、それ以降信仰が最重要となった。マニングは優先順位は信仰、家族、友人、フットボールと語った。彼は毎晩および試合前に祈っており、自分が天国に行く前にキリストを不快にさせたくないとし、またキリストに人生をゆだねた時から人生はより良いものに、そして自由になったと語った。
マニングはフットボールにおける記憶力が抜群であると報じられている。彼はドラフト後1週間でコルツの戦略を記憶し、2012年には16年前にテネシー大学で使用した戦略の詳細を精密に語った。夏の間、アーチー、ペイトン、イーライ、クーパーは5日間のサマーキャンプであるマニング・パッシング・アカデミーを開催し、クオーターバック、ワイド・レシーバー、タイトエンド、ランニング・バックの防御技術の向上を図っている。またこのマニング一家のキャンプにはコルツのワイド・レシーバーのマーヴィン・ハリソンやレジー・ウェインなど多くの有名選手がコーチとして参加する。
2000年、ペイトンはアーチーと共に『Manning: A Father, His Sons, and a Football Legacy 』を著した。これまでのアーチー、クーパー、ペイトンの人生と経歴が記され、アーチーとペイトンのそれぞれの視点からフットボールの分析をしている。
2009年、ペイトン、イーライ、アーチーはスカラスティック・プレス社出版の児童書『Family Huddle 』を共に執筆し、幼少時代のマニング3兄弟のフットボールの練習風景が簡単な文章とジム・マッドセンの絵により描かれている。
マニングはフレッド・トンプソン、ボブ・コーカー、元アメリカ合衆国大統領ジョージ・W・ブッシュなど共和党政治家に8千ドル以上を寄付した。
2012年10月26日、マニングはコロラド州全土のパパ・ジョンズ・ピザのフランチャイズ店21店を買収した。

### ポピュラー・カルチャー
真面目な優等生のイメージが強い人物では有るが、CMやバラエティ番組等に出演した際にはユニークな一面を見せることもある。マニングの出演しているCMについてメディアからコメントを求められたシカゴ・ベアーズのブライアン・アーラッカーは、「俺も彼の出ているCMのファンなんだ」と答えている。マニングは多数のCMに出演しており、NFLで最も商業的に成功しているプレーヤーである。
マニングはインディアナ州インディアナポリスのイメージ向上に一役買っている。インディアナ州立博物館の館長は「ペイトンなしでここでスーパーボウルが開催されることはない。ペイトンなしでルーカス・オイル・スタジアムは成り立たない。ペイトンがいないことはコルツにとって(当時NFLのなかった)ロサンゼルスと同じことである」と語った。彼はNFLで最も人気のある選手となり、NFLのシーズンになるとテレビ出演や広告印刷に登場する。
2008年、『サタデー・ナイト・ライブ』のスポーツ特集で子供フットボール、高校フットボールのシーンに出演した。2006年からESPNの『This is SportsCenter 』のCMに両親のアーチーとオリヴィア、兄弟のイーライとクーパーと一家総出で出演し、一家がスポーツセンター・スタジオを見学する後ろでペイトンとイーライが悪ふざけをする設定であった。
ディレクTVのCMで、第四の壁に向かってセレブリティが話しかけるシリーズに出演した。マニングはテネシー州ノックスビルの聖メアリー医療センターの広告にも登場している。
2007年3月24日、彼の誕生日に『サタデー・ナイト・ライヴ』において音楽ゲストがキャリー・アンダーウッドの回に司会を務めた。この回は10ヶ月以上ぶりの最高視聴率となった。彼の出演するオープニングにおいて彼の人生の目標の2つである、スーパーボウル優勝と、アメリカのテレビ・コマーシャルの半分以上に出演しているという冗談で、自分が最も人気のある選手であることをそれとなく語った。また彼はキッズ・チョイス・アワードで男性アスリート賞を受賞した。2007年5月27日、マニングはインディ500でスタートを告げる緑の旗を振った。
2009年、マニングは『ザ・シンプソンズ』のエピソード『O Brother, Where Bart Thou? 』にイーライとクーパーと共にゲスト出演した。バートに弟ができ、有名な兄弟であるマルクス兄弟、ブルース・ブラザーズ、ライト兄弟、マリオブラザーズ、マニング兄弟に会う夢を見るという話であった。
2012年、スター・ウォーズ・シリーズの小説家ドリュー・カーピシンはインタビューにおいて、マニングをNFLで最もジェダイ・ナイトにふさわしい人物に選んだ。「この男はいつも落ち着いてクールで冷静に見える。彼はジェダイの信念の「感情はなく、平静だけ」に準じている。それでも彼は素晴らしい選手で、ブロンコスの球場にいると強豪となる。昨年、彼はフォースを使ったに違いない」。
2014年、ラッパーのO・T・ジェネシスは『Touchdown 』でマニングに言及した。
2015年5月、マニングは『レイト・ショー・ウィズ・デイヴィッド・レターマン』最終回のトップ・テン・リストのコーナーに登場した。

### 慈善活動

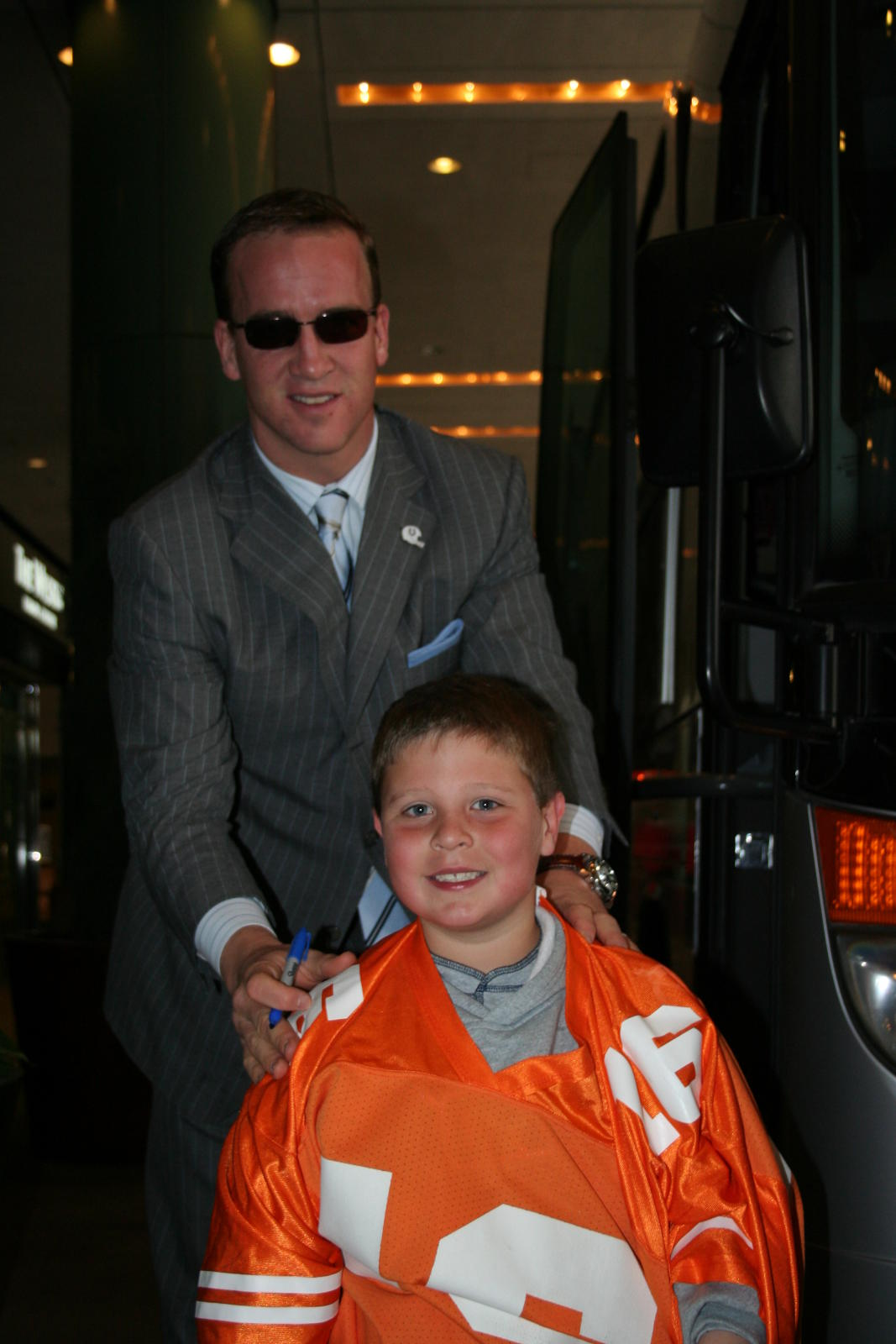
2006年、子供のファンと共に

NFLでの活動開始直後からマニングはルイジアナ州、テネシー州、インディアナ州の恵まれない子供を助けるチャリティ組織ペイバック・ファンデーションを開始した。これによりマニングは社会奉仕活動に贈られるジェファーソン賞の1つであるサミュエル・S・ベアード賞35歳以下部門を受賞した。
マニングはイーライと共にハリケーン・カトリーナの復興支援ボランティアを行なった。マニング兄弟はニューオリンズの人々に総重量3万パウンドの水、ゲータレード、粉ミルク、おむつ、枕を届けた。
2007年9月、インディアナポリスの聖ヴィンセント病院は子供病院の名を「聖ヴィンセント・ペイトン・マニング子供病院」と改名した。マニングと妻はインディアナポリス・コルツ所属時からこの病院に寄付するなど関わりを持ち続けている。

### マニング・ボウル
2013年現在、ペイトンとイーライはプロとして3度対戦している。これらは「マニング・ボウル」と呼ばれており、2013年現在、ペイトンはインディアナポリス・コルツで2回、デンバー・ブロンコスで1回の計3勝0敗でイーライの所属するニューヨーク・ジャイアンツを下している。2006年9月10日に最初のマニング・ボウルが行われ、26対21で勝利し、2010年9月19日の2回目のマニング・ボウルでは38対14で勝利し、2013年9月15日の3回目のマニング・ボウルでは41対23で勝利した。

## 詳細情報

### 年度別成績

#### レギュラーシーズン
| 年度      | チーム    | 背 番 号  | 試合                 | 試合                 | パス                 | パス                 | パス                 | パス                 | パス                 | パス                 | パス                 | パス                 | ラン                 | ラン                 | ラン                 | ラン                 | 記録                 |
| 年度      | チーム    | 背 番 号  | 出場                 | 先発                 | 成功 回数            | 試投 回数            | 成功 確率            | 獲得 ヤード          | 平均 獲得 ヤード     | TD                   | Int                  | レイテ ィング        | 試行 回数            | 獲得 ヤード          | 平均 獲得 ヤード     | TD                   | 先発出場 試合勝敗    |
| --------- | --------- | --------- | -------------------- | -------------------- | -------------------- | -------------------- | -------------------- | -------------------- | -------------------- | -------------------- | -------------------- | -------------------- | -------------------- | -------------------- | -------------------- | -------------------- | -------------------- |
| 1998      | IND       | 18        | 16                   | 16                   | 326                  | 575                  | 56.7                 | 3,739                | 6.5                  | 26                   | 28                   | 71.2                 | 15                   | 62                   | 4.1                  | 0                    | 3-13                 |
| 1999      | IND       | 18        | 16                   | 16                   | 331                  | 533                  | 62.1                 | 4,135                | 7.8                  | 26                   | 15                   | 90.7                 | 35                   | 73                   | 2.1                  | 2                    | 13-3                 |
| 2000      | IND       | 18        | 16                   | 16                   | 357                  | 571                  | 62.5                 | 4,413                | 7.7                  | 33                   | 15                   | 94.7                 | 37                   | 116                  | 3.1                  | 1                    | 10-6                 |
| 2001      | IND       | 18        | 16                   | 16                   | 343                  | 547                  | 62.7                 | 4,131                | 7.6                  | 26                   | 23                   | 84.1                 | 35                   | 157                  | 4.5                  | 4                    | 6-10                 |
| 2002      | IND       | 18        | 16                   | 16                   | 392                  | 591                  | 66.3                 | 4,200                | 7.1                  | 27                   | 19                   | 88.8                 | 38                   | 148                  | 3.9                  | 2                    | 10-6                 |
| 2003      | IND       | 18        | 16                   | 16                   | 379                  | 566                  | 67.0                 | 4,267                | 7.5                  | 29                   | 10                   | 99.0                 | 28                   | 26                   | 0.9                  | 0                    | 12-4                 |
| 2004      | IND       | 18        | 16                   | 16                   | 336                  | 497                  | 67.7                 | 4,557                | 9.2                  | 49                   | 10                   | 121.1                | 25                   | 38                   | 1.5                  | 0                    | 12-4                 |
| 2005      | IND       | 18        | 16                   | 16                   | 305                  | 453                  | 67.3                 | 3,747                | 8.3                  | 28                   | 10                   | 104.1                | 33                   | 45                   | 1.4                  | 0                    | 14-2                 |
| 2006      | IND       | 18        | 16                   | 16                   | 362                  | 557                  | 65.0                 | 4,397                | 7.9                  | 31                   | 9                    | 101.0                | 23                   | 36                   | 1.6                  | 4                    | 12-4                 |
| 2007      | IND       | 18        | 16                   | 16                   | 337                  | 515                  | 65.4                 | 4,040                | 7.8                  | 31                   | 14                   | 98.0                 | 20                   | −5                   | −0.3                 | 3                    | 13-3                 |
| 2008      | IND       | 18        | 16                   | 16                   | 371                  | 555                  | 66.8                 | 4,002                | 7.2                  | 27                   | 12                   | 95.0                 | 20                   | 21                   | 1.1                  | 1                    | 12-4                 |
| 2009      | IND       | 18        | 16                   | 16                   | 393                  | 571                  | 68.8                 | 4,500                | 7.9                  | 33                   | 16                   | 99.9                 | 19                   | −13                  | −0.7                 | 0                    | 14-2                 |
| 2010      | IND       | 18        | 16                   | 16                   | 450                  | 679                  | 66.3                 | 4,700                | 6.9                  | 33                   | 17                   | 91.9                 | 18                   | 18                   | 1.0                  | 0                    | 10-6                 |
| 2011      | IND       | 18        | ケガのためプレーせず | ケガのためプレーせず | ケガのためプレーせず | ケガのためプレーせず | ケガのためプレーせず | ケガのためプレーせず | ケガのためプレーせず | ケガのためプレーせず | ケガのためプレーせず | ケガのためプレーせず | ケガのためプレーせず | ケガのためプレーせず | ケガのためプレーせず | ケガのためプレーせず | ケガのためプレーせず |
| 2012      | DEN       | 18        | 16                   | 16                   | 400                  | 583                  | 68.6                 | 4,659                | 8.0                  | 37                   | 11                   | 105.8                | 23                   | 6                    | 0.3                  | 0                    | 13-3                 |
| 2013      | DEN       | 18        | 16                   | 16                   | 450                  | 659                  | 68.3                 | 5,477                | 8.3                  | 55                   | 10                   | 115.1                | 32                   | −31                  | −1.0                 | 1                    | 13-3                 |
| 2014      | DEN       | 18        | 16                   | 16                   | 395                  | 597                  | 66.2                 | 4,727                | 7.9                  | 39                   | 15                   | 101.5                | 24                   | −24                  | −1.0                 | 0                    | 12-4                 |
| 2015      | DEN       | 18        | 10                   | 9                    | 198                  | 331                  | 59.8                 | 2,249                | 6.8                  | 9                    | 17                   | 67.9                 | 6                    | −6                   | −1.0                 | 0                    | 7-2                  |
| NFL：18年 | NFL：18年 | NFL：18年 | 266                  | 265                  | 6,125                | 9,380                | 65.3                 | 71,940               | 7.7                  | 539                  | 251                  | 96.5                 | 431                  | 667                  | 1.5                  | 18                   | 186-79               |

- 太字は自身最高記録
- ■はシーズンMVP受賞年
- ■は各年度のリーグ最高記録
- ■はNFL記録

#### ポストシーズン
| 年度 | チーム | 試合 | 試合 | パス      | パス      | パス      | パス        | パス             | パス | パス | パス          | ラン      | ラン        | ラン             | ラン | 記録              |
| 年度 | チーム | 出場 | 先発 | 成功 回数 | 試投 回数 | 成功 確率 | 獲得 ヤード | 平均 獲得 ヤード | TD   | Int  | レイテ ィング | 試行 回数 | 獲得 ヤード | 平均 獲得 ヤード | TD   | 先発出場 試合勝敗 |
| ---- | ------ | ---- | ---- | --------- | --------- | --------- | ----------- | ---------------- | ---- | ---- | ------------- | --------- | ----------- | ---------------- | ---- | ----------------- |
| 1999 | IND    | 1    | 1    | 19        | 42        | 45.2      | 227         | 5.4              | 0    | 0    | 62.3          | 2         | 22          | 11               | 1    | 0-1               |
| 2000 | IND    | 1    | 1    | 17        | 32        | 53.1      | 194         | 6.1              | 1    | 0    | 82.0          | 1         | −2          | −2               | 0    | 0-1               |
| 2002 | IND    | 1    | 1    | 14        | 31        | 45.2      | 137         | 4.4              | 0    | 2    | 31.2          | 1         | 2           | 2                | 0    | 0-1               |
| 2003 | IND    | 3    | 3    | 67        | 103       | 65.0      | 918         | 8.9              | 9    | 4    | 106.4         | 4         | 3           | 0.8              | 0    | 2-1               |
| 2004 | IND    | 2    | 2    | 54        | 75        | 72.0      | 696         | 9.3              | 4    | 2    | 107.4         | 2         | 7           | 3.5              | 1    | 1-1               |
| 2005 | IND    | 1    | 1    | 22        | 38        | 57.9      | 290         | 7.6              | 1    | 0    | 90.9          | –         | –           | –                | 0    | 0-1               |
| 2006 | IND    | 4    | 4    | 97        | 153       | 63.4      | 1,034       | 6.8              | 3    | 7    | 70.5          | 8         | 3           | 0.4              | 1    | 4-0               |
| 2007 | IND    | 1    | 1    | 33        | 48        | 68.7      | 402         | 8.4              | 3    | 2    | 97.7          | 1         | −6          | −6               | 0    | 0-1               |
| 2008 | IND    | 1    | 1    | 25        | 42        | 59.5      | 310         | 7.4              | 1    | 0    | 90.4          | 1         | −1          | −1               | 0    | 0-1               |
| 2009 | IND    | 3    | 3    | 87        | 128       | 68.0      | 956         | 7.5              | 6    | 2    | 99.0          | 3         | −2          | −0.6             | 0    | 2-1               |
| 2010 | IND    | 1    | 1    | 18        | 26        | 69.2      | 225         | 8.7              | 1    | 0    | 108.7         | –         | –           | –                | 0    | 0-1               |
| 2012 | DEN    | 1    | 1    | 28        | 43        | 65.1      | 290         | 6.7              | 3    | 2    | 88.3          | 1         | −1          | −1               | 0    | 0-1               |
| 2013 | DEN    | 3    | 3    | 91        | 128       | 71.1      | 910         | 7.1              | 5    | 3    | 94.2          | 3         | −2          | −0.7             | 0    | 2-1               |
| 2014 | DEN    | 1    | 1    | 26        | 46        | 56.5      | 211         | 4.6              | 1    | 0    | 75.5          | –         | –           | –                | 0    | 0-1               |
| 2015 | DEN    | 3    | 3    | 51        | 92        | 55.4      | 539         | 5.9              | 2    | 1    | 75.4          | 5         | 10          | 2.0              | 0    | 3-0               |
| 計   | 計     | 27   | 27   | 649       | 1,027     | 63.2      | 7,339       | 7.1              | 40   | 25   | 87.4          | 32        | 34          | 1.1              | 3    | 14-13             |

- 太字はスーパーボウル出場
- ■はスーパーボウル制覇

### 獲得タイトル

#### NFL
- スーパーボウル制覇：2回（第41回・第50回）
- スーパーボウルMVP：1回（第41回）
- シーズンMVP：5回（2003・2004・2008・2009・2013）
- プロボウル選出：14回（1999・2000・2002 - 2010・2012 - 2014)
- プロボウル MVP：1回（2004）
- オールプロ選出：7回（2003 - 2005・2008・2009・2012・2013)
- NFL 最優秀攻撃選手：1回（2018）
- バート・ベル賞：3回（2003・2004・2013）
- NFL 最優秀攻撃選手：2回（2004・2013）
- スポーツ・イラストレイテッド スポーツパーソン・オブ・ザ・イヤー：1回（2013）
- NFL カムバック賞：1回（2012）
- NFL Top 100：5回（2011 - 2015）
- NFL 最多パスヤード：3回（2000・2003・2013）
- NFL 最多タッチダウン：4回（2000・2004・2006・2013）
- NFL 最優秀レイティング：3回（2004 - 2006）
- NFL 2000年代 All-Decadeチーム 選出
- インディアナポリス・コルツ Ring of Honor 選出（2017）
- インディアナポリス・コルツ 永久欠番（背番号18）
- デンバー・ブロンコス Ring of Fame 選出（2021）
- デンバー・ブロンコス 名誉番号（背番号18）

#### カレッジフットボール
- マックスウェル賞：1回（1997）
- カレッジフットボール アールアメリカ選出（1997）
- テネシー大学ボランティアーズ 永久欠番（背番号16）

### 保持記録
- 通算パス獲得ヤード・・・71,940ヤード（2020シーズン終了時点で歴代3位）
- 通算タッチダウンパス・・・539（2020シーズン終了時点で歴代3位）
- レギュラーシーズン通算QBレイティング・・・121.1（2004年：歴代2位）それまでの記録は、スティーブ・ヤングの112.8（1994年）だった。2012年にはアーロン・ロジャースが122.5を記録し、記録を更新。
- レギュラーシーズン通算タッチダウン・・・55TD（歴代1位）2004年に49TDを記録して、ダン・マリーノが1984年に作ったNFL記録を更新したが、2007年にトム・ブレイディがシーズン50TDを挙げ、記録を更新していた。この記録を2013年に更新した。
- レギュラーシーズン通算タッチダウン獲得率・・・9.9%（2004年：歴代1位）
- レギュラーシーズンパス獲得ヤード・・・5477ヤード（2013）
- リーグMVP5回（歴代1位）
- NFLのクォーターバック連続先発出場記録（歴代2位）1位はブレット・ファーヴ
- 4000ヤード獲得シーズン数・・・14シーズン（歴代1位）1999-2004, 2006-2009, 2012-2014
- 連続3000ヤード獲得シーズン数・・・12シーズン（歴代2位）
- 週間MVP26回（歴代1位、2位はダン・マリーノ）
- プレイオフ通算パス獲得7,339ヤード（歴代2位）